# Gigio D'Ambrosio
Luigi D'Ambrosio (Imperia, 28 de setembre de 1959) és un presentador de ràdio italià. Milanès d'adopció, Luigi, normalment anomenat Gigio D'Ambrosio, va començar ràpid a treballar en el món de la ràdio: en paral·lel amb la direcció artística de Ràdio 101 (One O One) inicia la seua carrera de locutor i actor de veu. Va ser un dels primers conductors de ràdio en formats internacionals i és triat per ABC Watermark com la veu del programa italià; American Top 40, llista de Billboard sobre els senzills més venuts als Estats Units i mostra internacional organitzada pel Casey Kasom, presenta el programa durant més de vint anys. El 1982 com a conseller musical pel Canale 5 va començar una col·laboració que tindrà una durada de diversos anys i quatre anys després és director de programació de Disc Ring (1986), programa musical de la RAI. Per a la LA7 l'any 2001 condueix més de tres-cents episodis del qüestionari 100%, produït pel Magnolia S.P.A.; el 2005 interromp una col·laboració de trenta anys amb Ràdio 101 pel tornar a fer-se carregat de la producció de televisió com a escriptor i productor; en 2007 inicia la conducció de les programes de Ràdio 105 Classics i en 2009 va començar pel ràdio RTL 102.5. Gigio D'Ambrosio ha estat membre del Comitè de Joventut del Festival de Sanremo en les edicions de 2005, 2006, 2009, 2010 i 2011; part del grup de selectors per la prefabricació de X Factor Itàlia en les edicions de 2011 i 2012. Avui dia continua activitat de publicitat, veu i representant de promos, documentals i programes de televisió.
Vers el final de 1975 als 16 anys es va unir a la Ràdio Milano International (One O One) recentment formada, ia partir d'aquest període comença a conduir programes nocturns. En finalitzar de les anys setanta prendre responsabilitats artística i en els programes ha estat nomenat Director Artístic de la ràdio en 1981. Aquesta col·laboració amb la ràdio ha tingut una durada de trenta anys
D'Ambrosio en 1990 va fundar Radio RockFM, emissora de Milà, germana menor de Radio 101 es transmet a al nord d'Itàlia i es convertirà en popular amb l'adveniment d'Internet. Obstant això, els programes de RockFM han tingut una duracóin de 18 anys i després cessaran el 30 de maig del 2008.
El juliol del 2009 comença a RTL 102.5 amb la conducció del programa Stop Noticias - W l'Italia. Al febrer 2010 amb Giorgia Surina passa a dirigir No problem - W l'Italia, mentre al setembre tots els caps de setmana costat a Alex Peroni i porta a terme Music Drive i The Flight.

Actualment al costat de Laura Ghislandi i sempre pel RTL 102.5 condueix el programa La suite 102.5.